# Covens en Mortier
Het huis Covens & Mortier (1721-1866), de grootste cartografische uitgeverij uit de 18de eeuw werd opgericht door Johannes Covens I (1697-1774) en Cornelis Mortier (1699-1783), op de Vijgendam te Amsterdam.

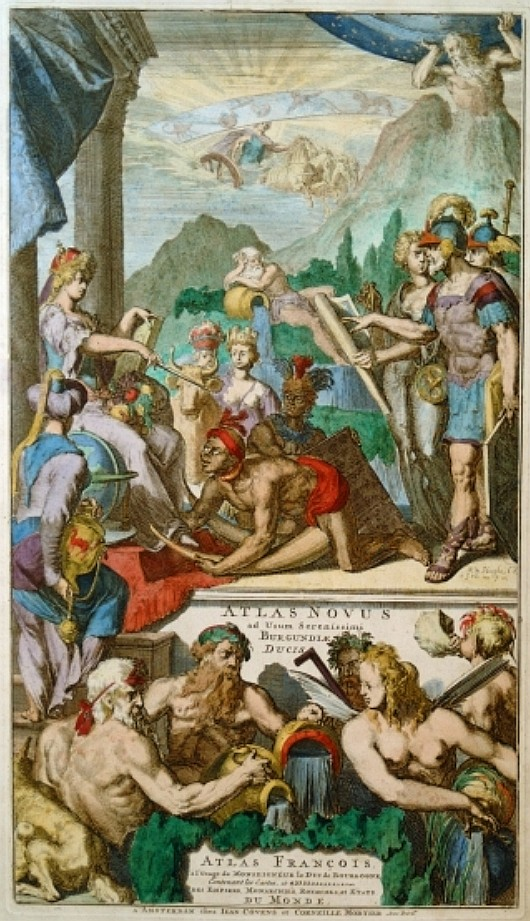
Titelpagina Atlas Novus 1730 Covens & Mortier

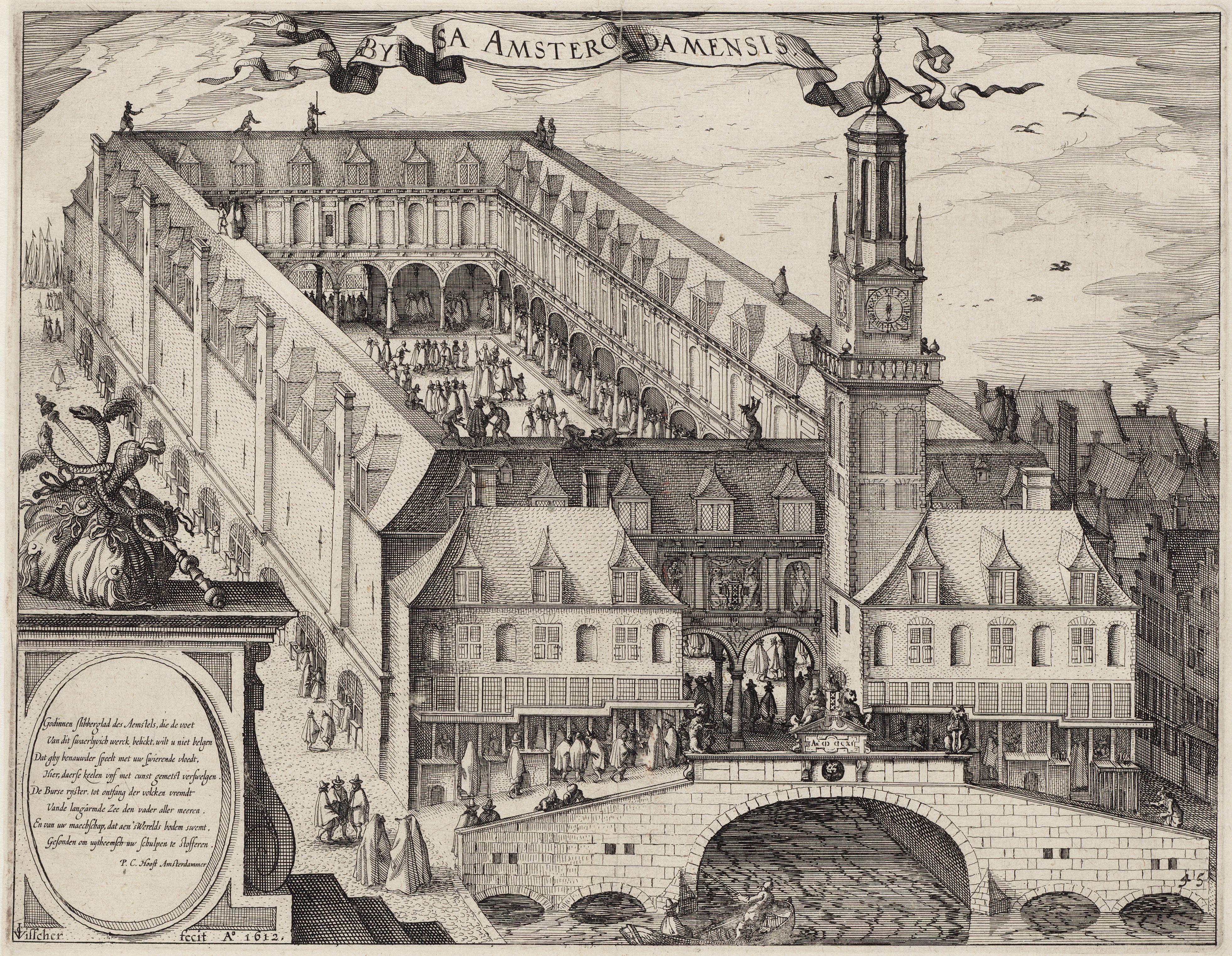
De Beurs van stadsbouwmeester Hendrick de Keyser

De samenwerking was ontstaan na de dood van Pieter Mortier (1661-1711), zoon van een Franse politieke vluchteling, die in 1690 het privilege had verkregen om kaarten en atlassen van Franse uitgevers in Holland te verspreiden. Zijn weduwe zette de zaak voort tot aan haar dood in 1719. Haar zoon Cornelis nam, onder zijn vaders naam, de leiding een paar jaar over. 
Op 20 november 1721 werd een vennootschap opgericht door Cornelis Mortier  en Johannes Covens I Deze laatste was in hetzelfde jaar met Cornelis’ zuster getrouwd. Vanaf dat jaar komt men dan ook de naam tegen van:
- Covens & Mortier.

Hun firma zou in de komende 140 jaar een enorme uitbreiding meemaken. In 1732 verkochten de erfgenamen het pand (naast de Beurs van Hendrick de Keyser) aan hun broer Cornelis en zijn compagnon Covens. Hun voornaamste concurrenten waren Reinier & Josua Ottens en de firma Gerard Valck & Petrus Schenck.

Na de dood van Johannes Covens I (1774) kwam zijn zoon Johannes Covens II (1722-1794) in de zaak. Vanaf 1778 kwam er een nieuwe firmanaam:
- J. Covens & Zoon.

Johannes Covens II werd opgevolgd door zijn zoon Cornelis Covens (1764-1825), die op zijn beurt Petrus Mortier IV, de achterkleinzoon van Petrus Mortier I, in de zaak haalde. De naam luidde vanaf 1794 tot 1866:
- Mortier, Covens & Zoon.

De laatste Covens in de reeks was Cornelis Jo(h)annes Covens (1806-1880).
Covens & Mortier konden over een grote voorraad atlassen en kaarten beschikken, waaronder die van: Delisle, Jaillot, Johannes Janssonius, Sanson, Claes Jansz. Visscher, Nicolaas Visscher, en Frederik de Wit. 
Gedurende tientallen jaren kwam er een indrukwekkend aantal atlassen van de pers.
Omstreeks 1725 verscheen bij Covens & Mortier een herdruk van de wereldatlas of Atlas Major van Frederik de Wit. De vennoten bezaten de originele koperplaten van die atlas. 
In 1730 verkocht Pieter van der Aa zijn drukplaten aan Covens & Mortier. In een tweede uitgave werd de naam van deze auteur gewist. Van Allard verscheen een atlas met 56 kaarten.
Van 1730 tot 1774 en zelfs later verschenen talrijke uitgaven van G. Delisle's ‘Atlas Nouveau’, in het begin met 43 kaarten en oplopende tot 138 omstreeks 1775. De firma gebruikte hiervoor nieuw gesneden koperplaten. De cartouches waren echter niet zo mooi als op de oorspronkelijke kaarten.

Omtrent 1740 verschenen een hele reeks zakatlasjes van verschillende landen, vermeld als ‘très commode pour les Voyageurs’. Eentje uit die reeks was dat van Sanson ‘Dix–Sept Provinces’. Ook aan de militairen werd gedacht. Voor hen verscheen de ‘Atlas of uitgezogte kaarten tot gemak van officieren om in de zak te dragen’.
De grote atlassen werden vaak op aanvraag samengesteld. Ze bevatten relatief weinig eigen kaarten.

In een exemplaar met 742 kaarten tellen we er 63 en in een ander met 352 slechts 6.
Voorbeelden van origineel eigen uitgaven zijn: ‘De Heerlijkheid van Castricum’ uit 1737 en de ‘Nieuwe Kaart van Loenen’ uit hetzelfde jaar.
Ook stedenboeken werden opnieuw uitgegeven. O.a. de merkwaardige Atlas of Groot-Stedenboek van Europa die 439 stadsplattegronden bevatte. Er was ook een verzameling van 298 plans en versterkingen. En een reeks van 90, op klein formaat. 
Een catalogus van de firma uit 1737, bewaard in de Herzog August Bibliothek te Wolfenbüttel, vermeldt 59 wandkaarten van o.a. Blaeu, De Wit en Visscher. 
De uitgeverij had de grootste verzameling grafisch werk, ooit te Amsterdam aangeboden.

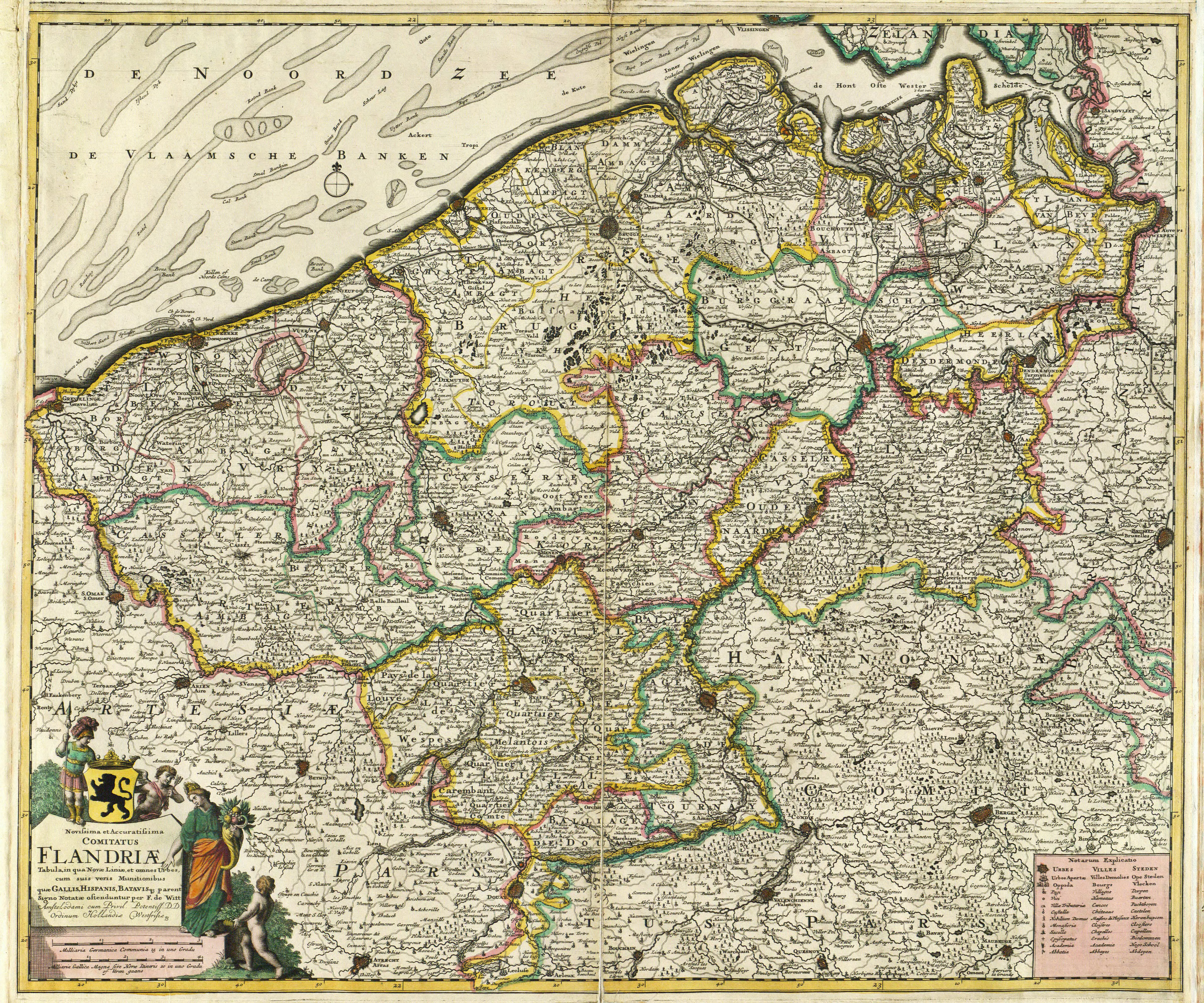
F de Witt, Flandriæ, 1680
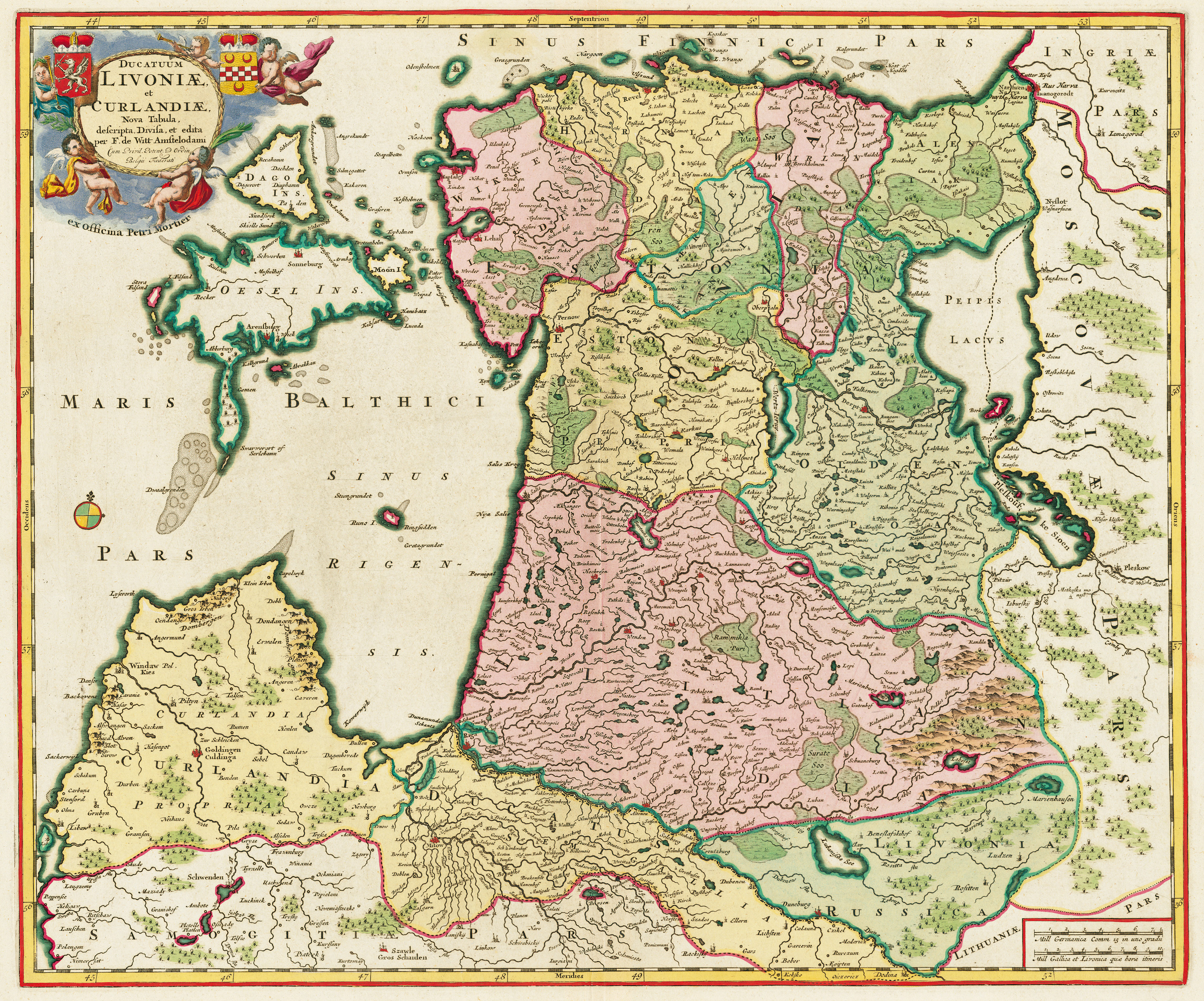
Frederik de Wit / Pieter Mortier, Livoniæ, 1706
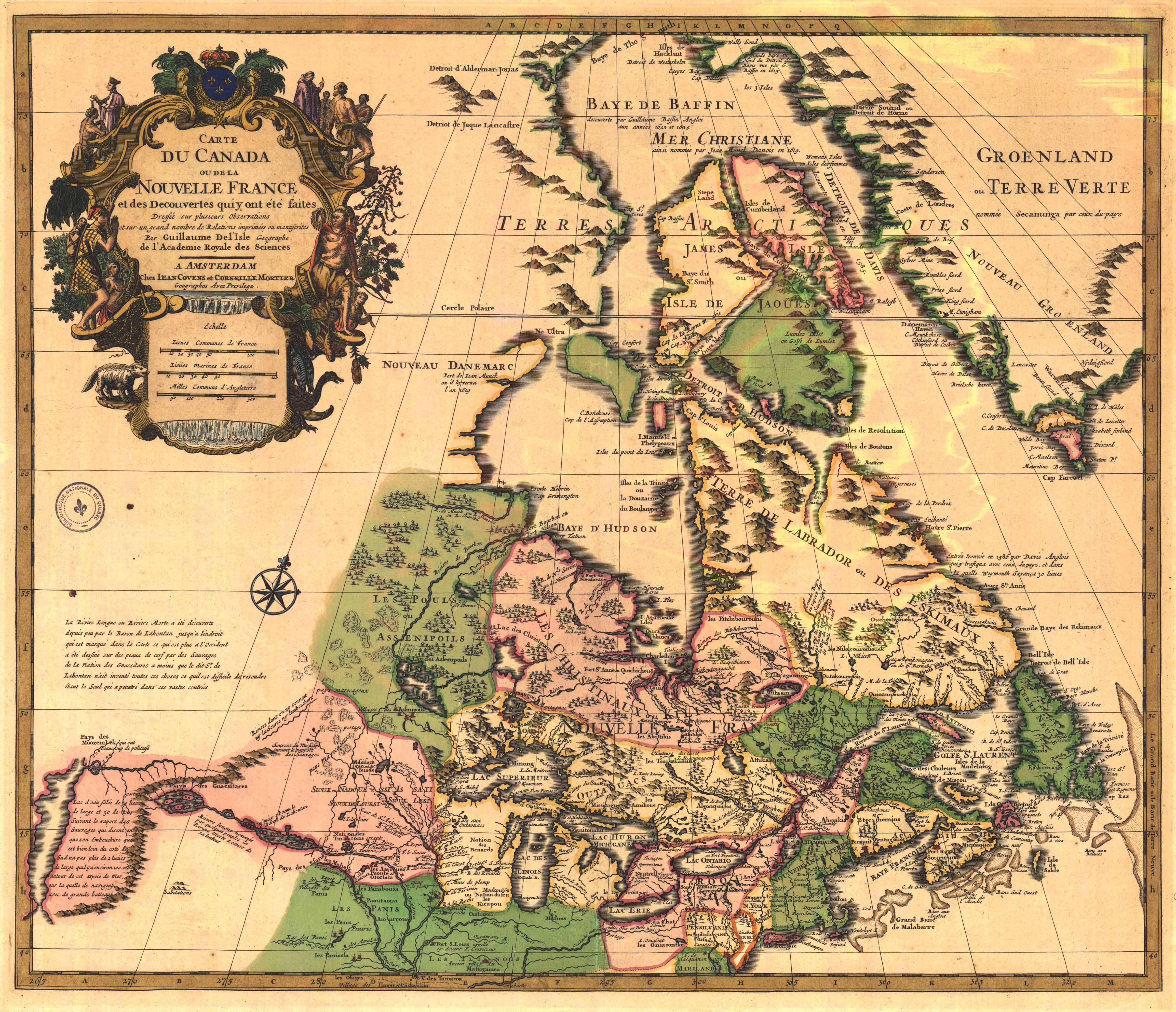
Delisle, Covens & Mortier, Canada, 1730
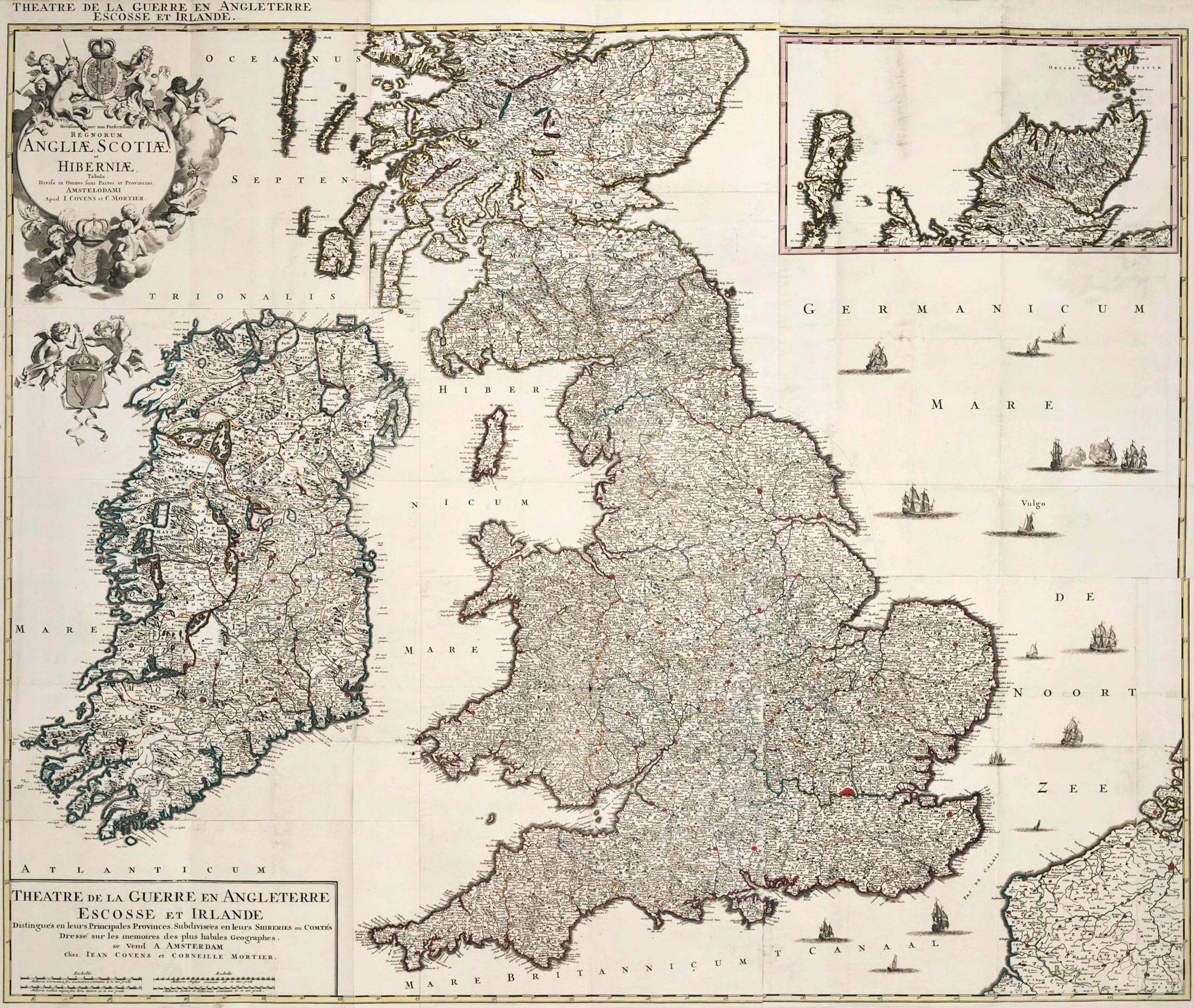
Covens & Mortier, Regnum Angliæ Scotiæ et Hiberniæ, 1730
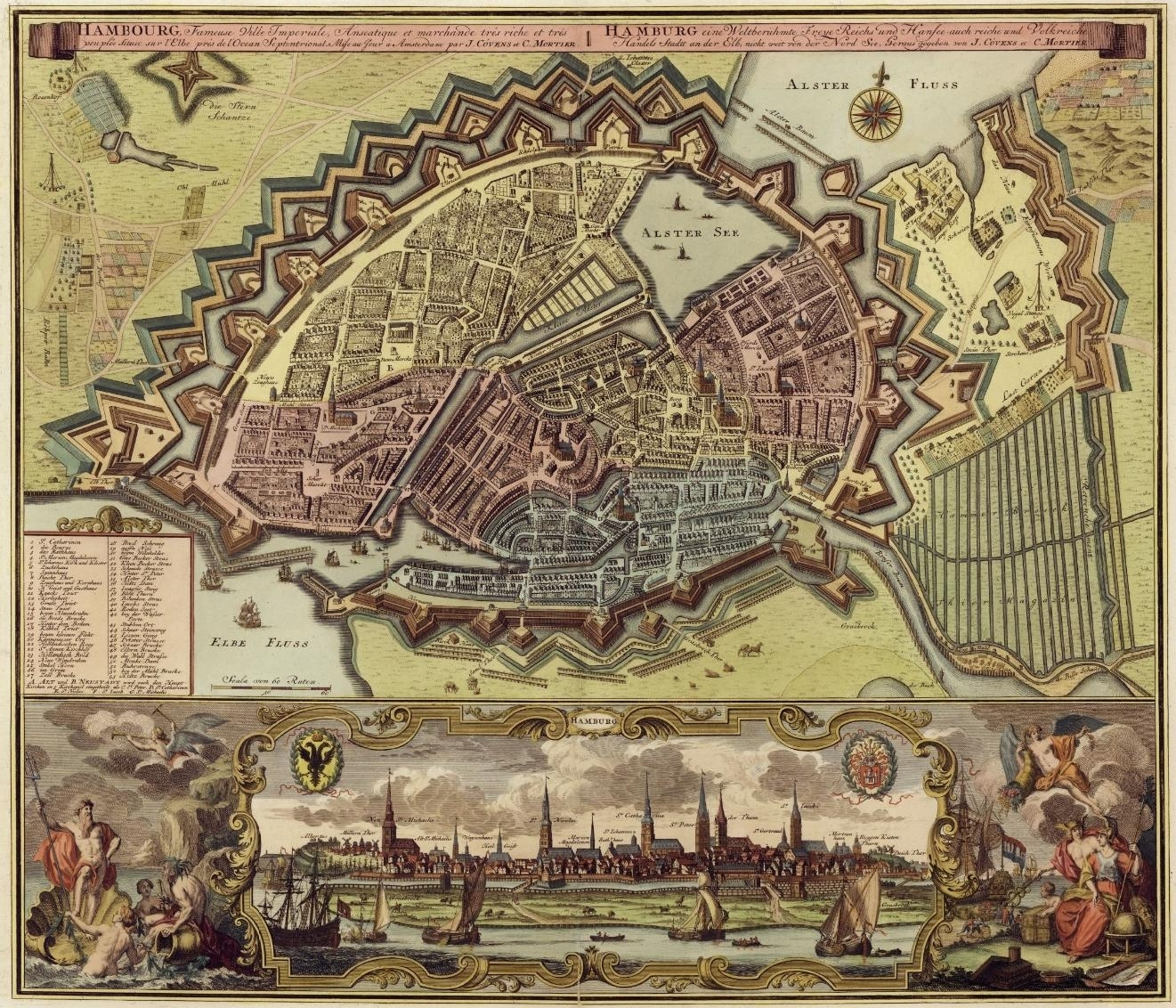
Covens & Mortier, Hamburg, 1730
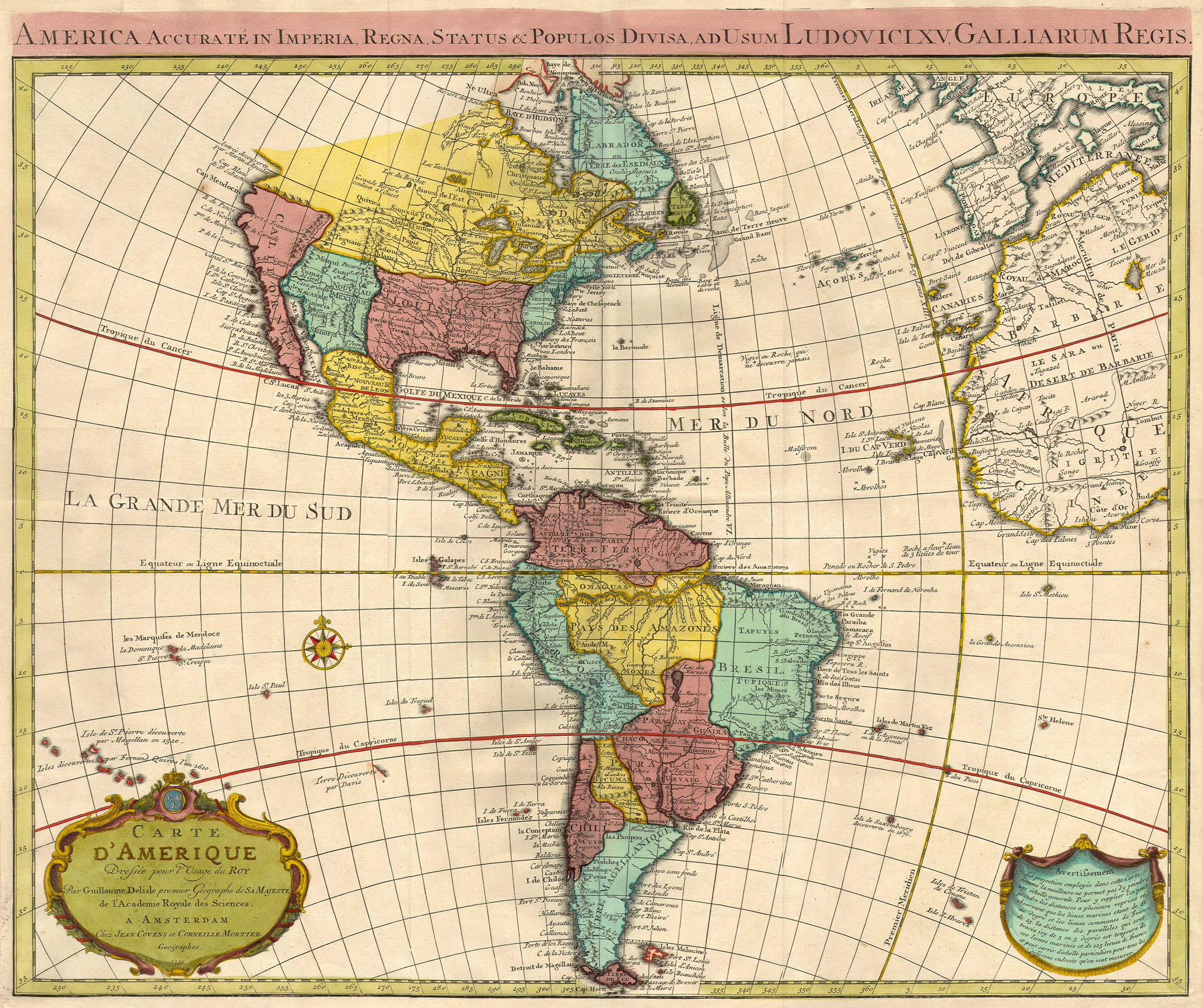
Covens & Mortier, America, 1739
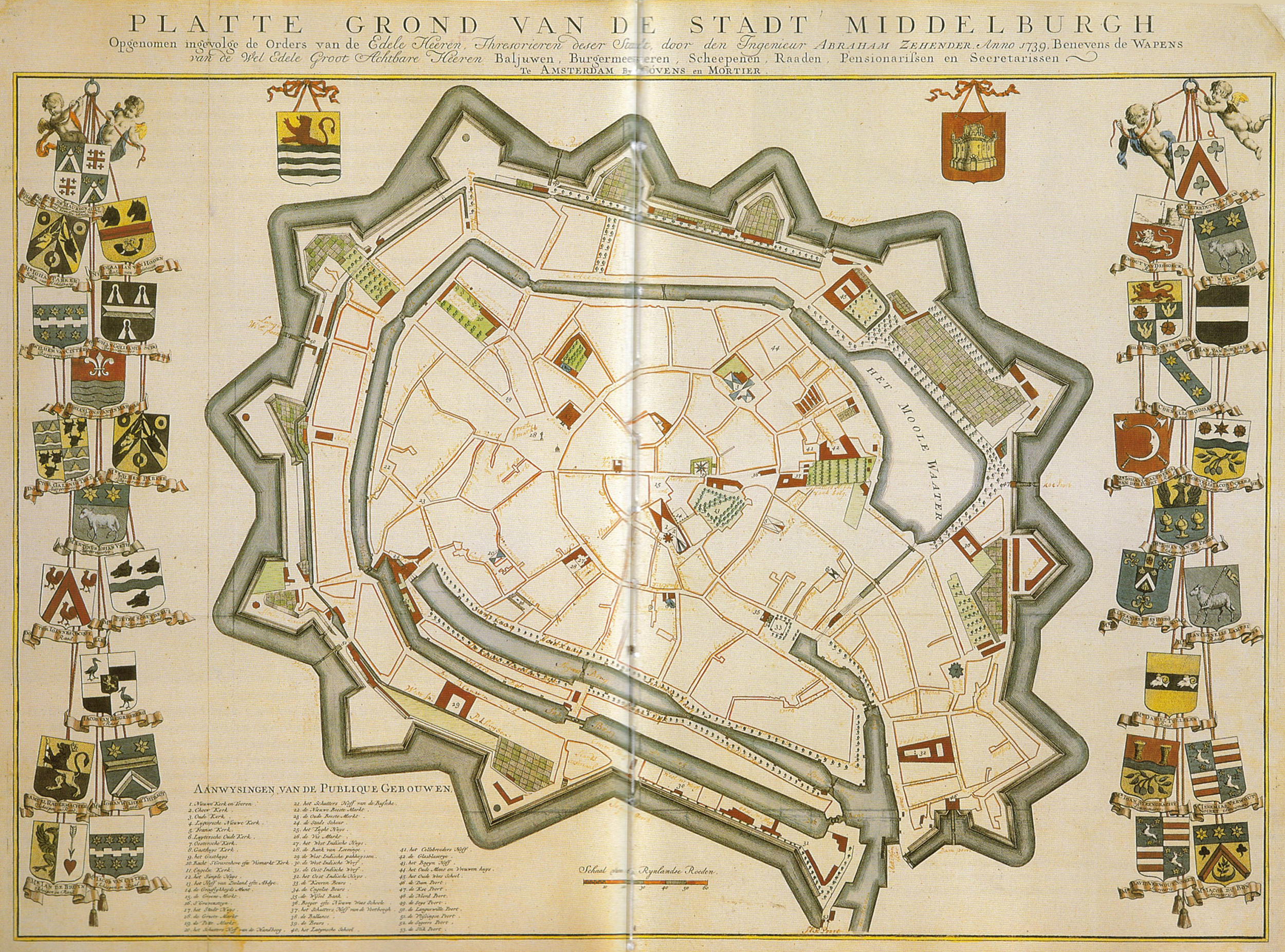
Covens & Mortier, Middelburgh, 1739
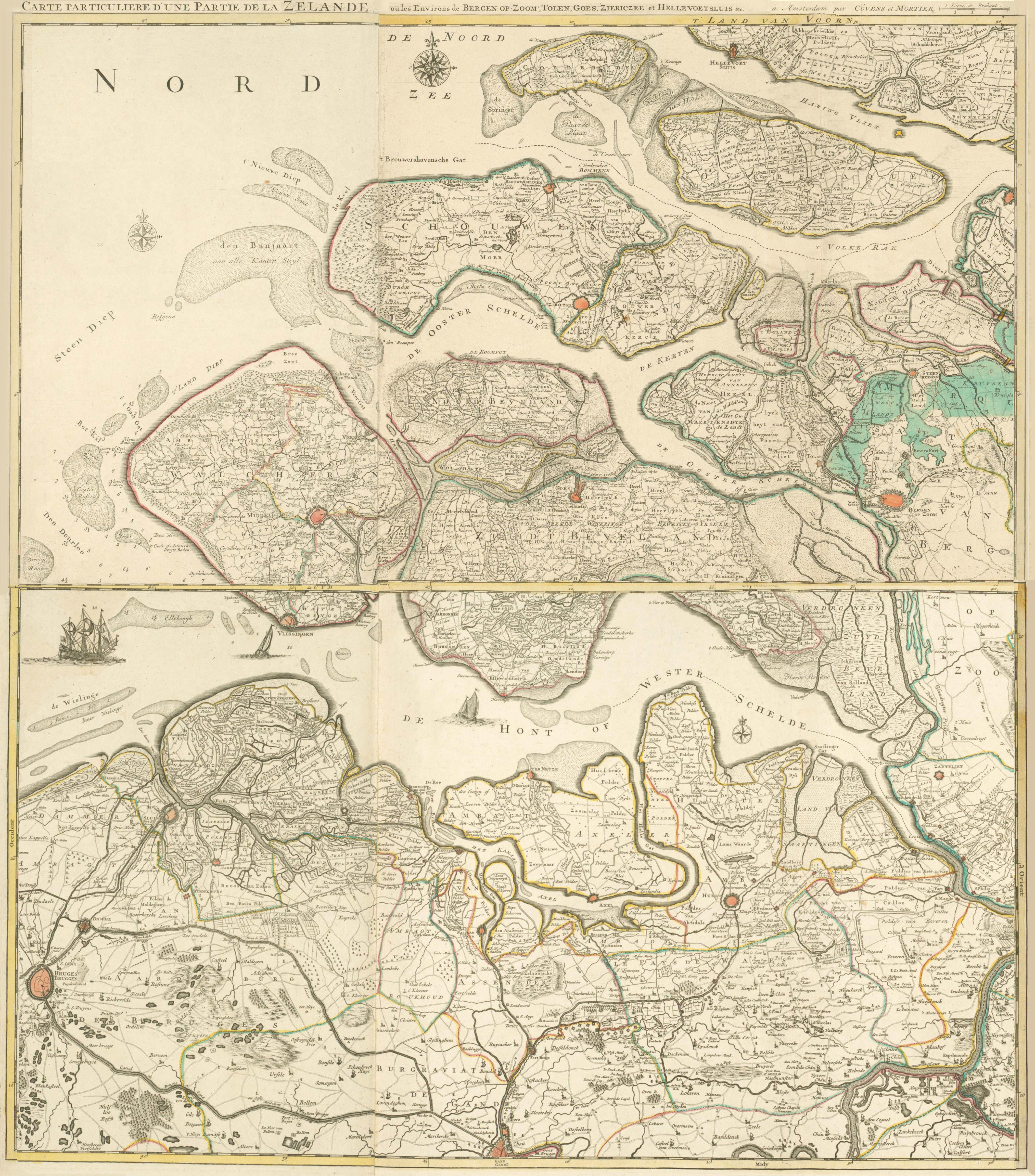
Covens & Mortier, Carte Partuliere de la Zelande, 1748
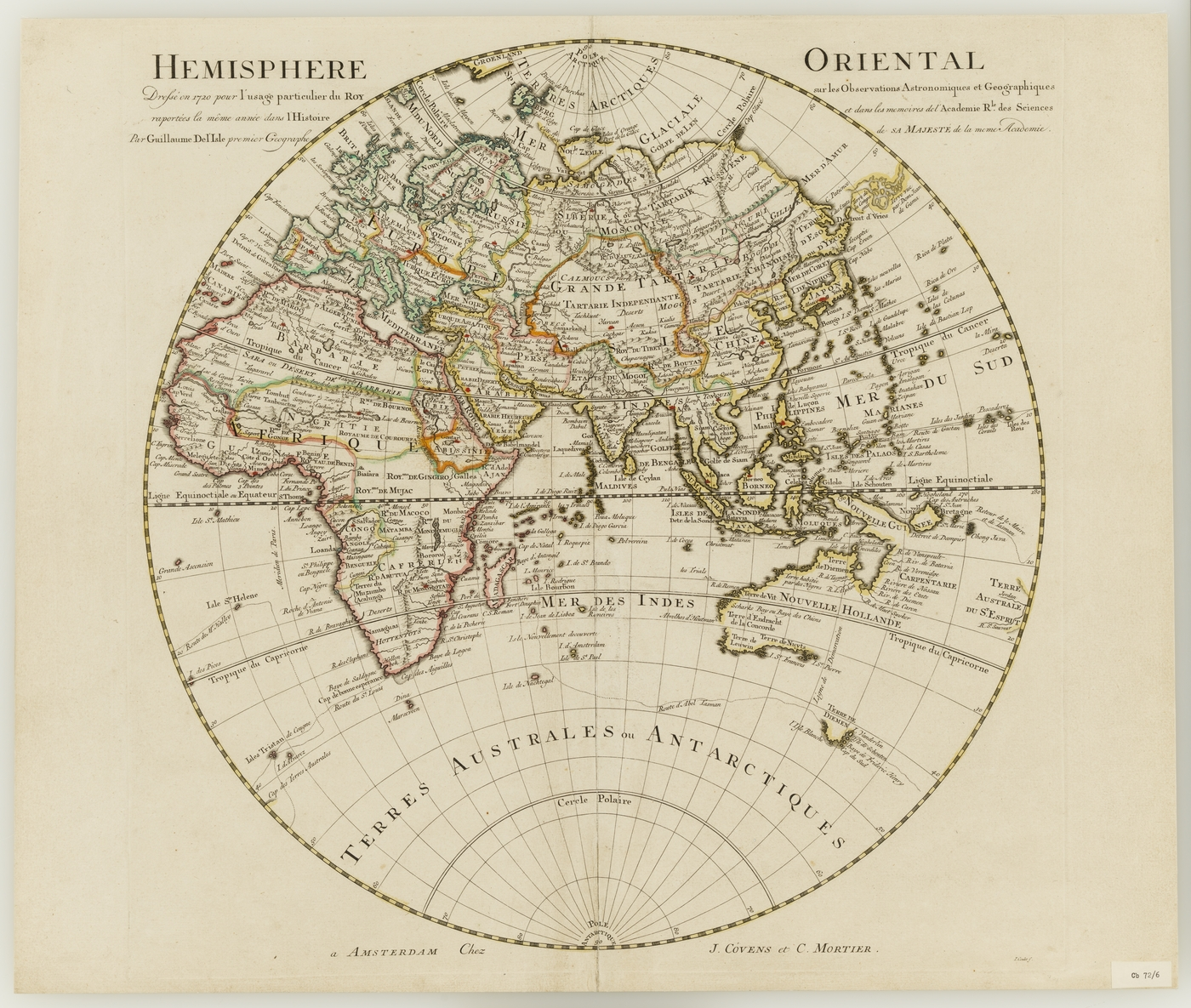
Delisle, Covens & Mortier,Hemisphere, 1770
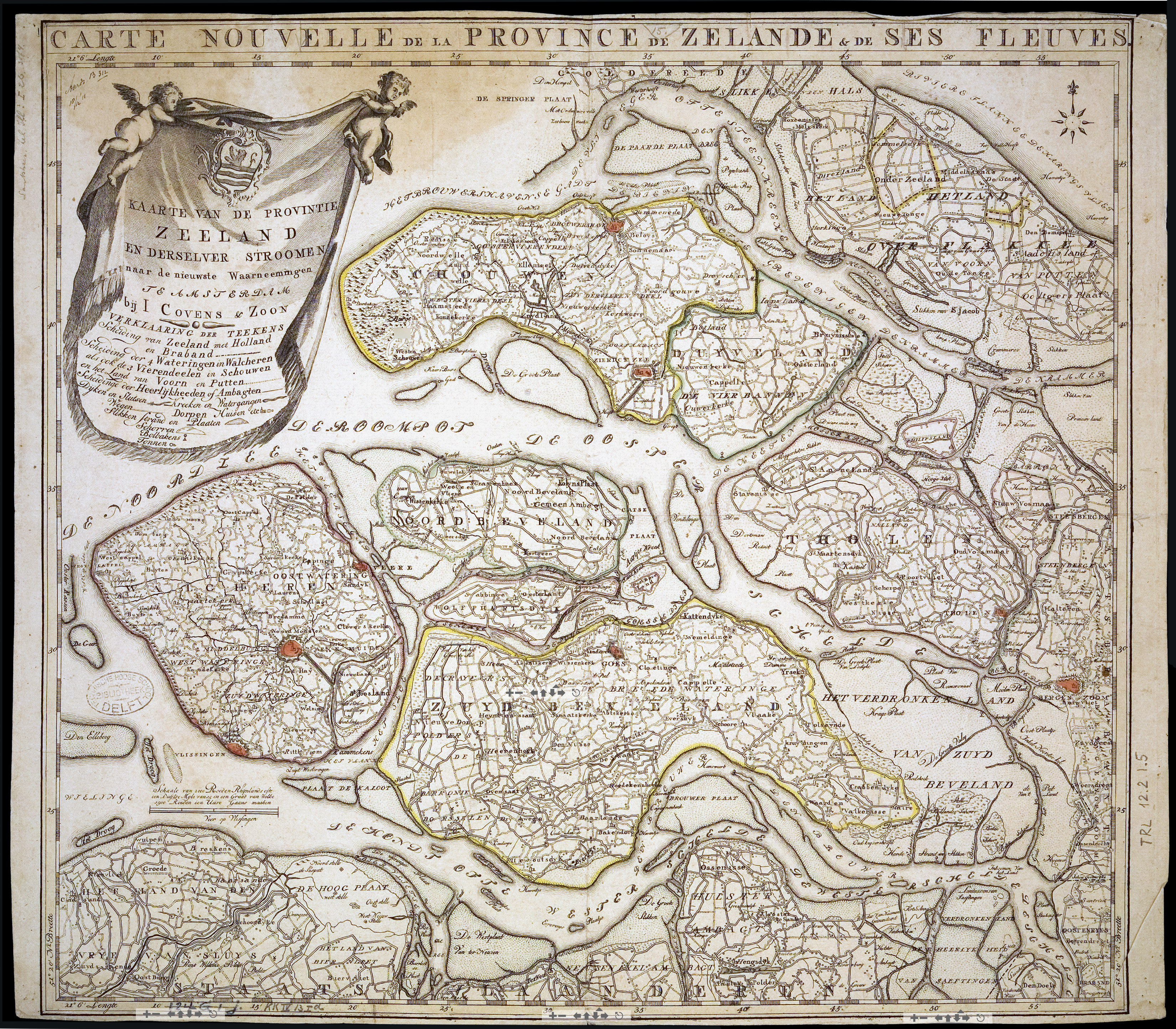
Covens & Zoon, Zeeland, 1787